# بلدرچین تپه‌ای گلوسیاه

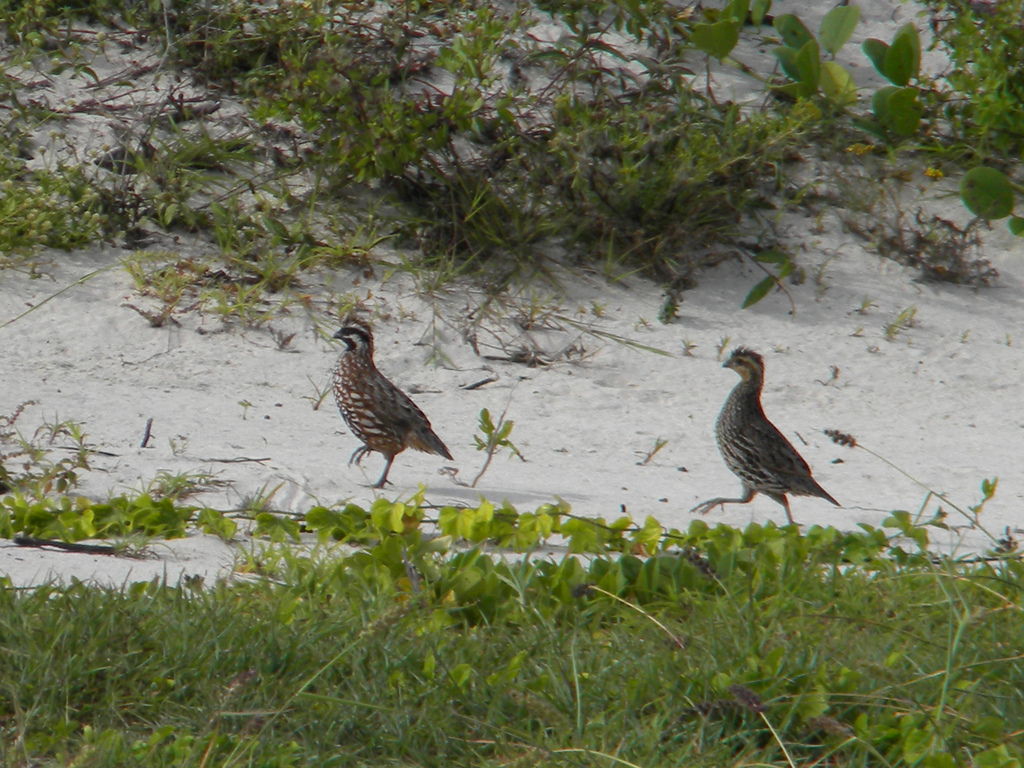
بلدرچین تپه‌ای گلوسیاه

بلدرچین تپه‌ای گلوسیاه (نام علمی: Colinus nigrogularis) نام یک گونه از سرده بلدرچین‌های تپه‌ای است.